# Rully (Oise)
Rully is een gemeente in het Franse departement Oise (regio Hauts-de-France) en telt 729 inwoners (2005). De plaats maakt deel uit van het arrondissement Senlis.

## Geografie
De oppervlakte van Rully bedraagt 15,3 km², de bevolkingsdichtheid is 47,6 inwoners per km².
De onderstaande kaart toont de ligging van Rully (Oise) met de belangrijkste infrastructuur en aangrenzende gemeenten.

## Demografie
Onderstaande figuur toont het verloop van het inwonertal (bron: INSEE-tellingen).